# Comuna de Perzów
Perzów (polaco: Gmina Perzów) é uma gminy (comuna) na Polónia, na voivodia de Grande Polónia e no condado de Kępiński. A sede do condado é a cidade de Perzów.
De acordo com os censos de 2004, a comuna tem 3925 habitantes, com uma densidade 52 hab/km².

## Área
Estende-se por uma área de 75,46 km², incluindo:
- área agricola: 83%
- área florestal: 9%

## Demografia
Dados de 30 de Junho 2004:
|                      | Total   | Total | Mulheres | Mulheres | Homens  | Homens |
| -------------------- | ------- | ----- | -------- | -------- | ------- | ------ |
|                      | pessoas | %     | pessoas  | %        | pessoas | %      |
| População            | 3925    | 100   | 1969     | 50,2     | 1956    | 49,8   |
| Densidade (pop./km²) | 52      | 100   | 26,1     | 26,1     | 25,9    | 25,9   |

De acordo com dados de 2002, o rendimento médio per capita ascendia a 1406,41 zł.

## Subdivisões
- Brzezie, Domasłów, Koza Wielka, Miechów, Perzów, Słupia pod Bralinem, Trębaczów, Turkowy, Zbyczyna.

## Comunas vizinhas
- Bralin, Dziadowa Kłoda, Kobyla Góra, Namysłów, Rychtal, Syców